# Kat Bjelland
Katherine "Kat" Bjelland, née le 8 décembre 1963 à Salem dans l'Oregon aux États-Unis, est une musicienne américaine de punk rock.
Elle est l'ancienne chanteuse et guitariste du groupe Babes In Toyland, et est actuellement la chanteuse/guitariste du groupe Katastrophy Wife.

## Discographie

### Albums
- 1990 : Spanking Machine (Babes in Toyland)
- 1991 : To Mother (Babes in Toyland)
- 1992 : The Peel Sessions (Babes in Toyland)
- 1992 : Fontanelle (Babes in Toyland)
- 1993 : Painkillers (Babes in Toyland)
- 1994 : Crunt (Crunt)
- 1994 : Dystopia(Babes in Toyland)
- 1995 : Nemesisters (Babes in Toyland)
- 1997 : Witchblade: A Soundtrack To The Comic Book (collectif)
- 2000 : Lived (Babes in Toyland)
- 2000 : Devil (Babes in Toyland)
- 2000 : Viled (Babes in Toyland)
- 2001 : Minneapolism (Babes in Toyland)
- 2001 : Amusia (Katastrophy Wife)
- 2004 : All Kneel (Katastrophy Wife)
- 2004 : The Best of Babes In Toyland and Kat Bjelland

### Singles
- 1989 : Dust Cake Boy (Babes in Toyland)
- 1990 : House (Babes in Toyland)
- 1991 : Handsome and Gretel (Babes in Toyland)
- 1991 : Bruise Violet (Babes in Toyland)
- 1993 : Catatonic (Babes in Toyland)
- 1994 : Swine (Crunt)
- 1995 : Sweet '69 (Babes in Toyland)
- 1995 : We Are Family (Babes in Toyland)
- 2001 : Gone Away (Katastrophy Wife)
- 2003 : Liberty Belle (Katastrophy Wife)
- 2003 : Money Shot (Katastrophy Wife)
- 2004 : Blue Valiant (Katastrophy Wife)
- 2007 : Heart-On (Katastrophy Wife)